# Ferrari 456
El Ferrari 456 es un automóvil deportivo de gran turismo producido por la marca Italiana Ferrari entre los años 1992 y 2003. Es un 2+2 plazas con motor central delantero longitudinal y tracción trasera, cuya carrocería coupé de dos puertas lleva la firma del estudio Pininfarina. El 456 se presentó en el Salón del Automóvil de París de 1992, y fue sustituido en 2004 por el Ferrari 612 Scaglietti.
El modelo posee tanto antibloqueo de frenos como control de tracción, y varios paneles de la carrocería están hechos de aluminio. La caja de cambios puede ser manual de seis marchas ("456 GT") o automática de cuatro marchas ("456 GTA").
El motor del 456 es un gasolina atmosférico de 5.5 litros de cilindrada, con 12 cilindros en V a 65° y cuatro válvulas por cilindro, que desarrolla 442 CV (325 kilovatios) de potencia máxima. La denominación 456 se refiere a la cilindrada de cada cilindro medida en centímetros cúbicos. El modelo recibió ligeros cambios estéticos y mecánicos en 1998. Su denominación cambió a "456M" (Modificata), y la potencia máxima de su motor aumentó a 449 CV (330 kilovatios). La unidad fue nombrada "Motor Internacional de hasta 4.0 litros" en 2000 y 2001.